# Kreatives Schreiben und Kulturjournalismus
Kreatives Schreiben und Kulturjournalismus ist ein ehemaliger Diplom- (1999 bis 2008) und heutiger Bachelor-Studiengang der Universität Hildesheim, der durch den dazugehörigen Master-Studiengang Literarisches Schreiben ergänzt wird. Die Zielsetzung des Studiums ist die handwerkliche Befähigung zu professionellem, sach- und mediengerechtem Schreiben. Neben der Universität für angewandte Kunst Wien, dem Deutschen Literaturinstitut Leipzig und dem Schweizerischen Literaturinstitut in Biel bietet Hildesheim die einzige Möglichkeit, an einer deutschsprachigen Universität literarisches Schreiben zu studieren. Weitere Schreibstudiengänge sind der BA-Studiengang Kreatives Schreiben und Texten an der SRH Berlin University of Applied Sciences und der Masterstudiengang Theorien und Praktiken professionellen Schreibens an der Universität zu Köln.

## Geschichte
Der Studiengang Kreatives Schreiben und Kulturjournalismus wurde 1999 von dem Schriftsteller und Literaturwissenschaftler Hanns-Josef Ortheil als Diplomstudiengang der Universität Hildesheim initiiert. Am Hildesheimer Institut für Literarisches Schreiben und Literaturwissenschaft werden außerdem kulturjournalistische und literarische Seminare und Übungen von Autorinnen und Autoren wie Thomas Klupp, Paul Brodowsky, Clemens Meyer oder Kevin Kuhn angeboten. Lehrveranstaltungen wurden und werden auch von Gastdozenten wie Ulf Stolterfoht, Patrick Roth, Thomas Pletzinger oder Alexander Nitzberg übernommen. 2008 wurde der ehemalige Diplomstudiengang Kreatives Schreiben und Kulturjournalismus in einem Bachelor-Studiengang umgewandelt und 2011 durch einen Master-Studiengang Literarisches Schreiben ergänzt. Die einzige Professur am Institut für Literarisches Schreiben und Literaturwissenschaft, an dem der Studiengang angesiedelt ist, hat seit 2018 die Schriftstellerin Annette Pehnt inne, Hanns-Josef Ortheil lehrt nach seiner Emeritierung noch als Seniorprofessor am Institut.

## Kritik
Der Absolvent und spätere Dozent des Studiengangs Florian Kessler kritisierte 2014 in einem Beitrag für Die Zeit, dass der Studiengang „die Dominanzgeschichte eines einzigen beharrenden Milieus“ sei, weil die Studenten beinahe ausschließlich dem Bildungsbürgertum und der intellektuellen Oberschicht entstammten. Die soziale Undurchlässigkeit führe zu einer sozialen Konformität der Gegenwartsliteraten und letztendlich damit auch zu einer Homogenität ihrer Werke, einer „satten Form von ästhetischer Bürgerkinder-Anspruchslosigkeit“. Der Beitrag erzeugte in unterschiedlichen Medien sowohl Zustimmung als auch Kritik.
Im Sommer 2017 stand der Studiengang im Mittelpunkt einer Debatte um Sexismus an Schreibschulen.

## Trivia
In Jakob Noltes Roman Kurzes Buch über Tobias (Suhrkamp Verlag, 2021) studiert die fiktive Hauptfigur im Studiengang Literarisches Schreiben in Hildesheim. Darin heißt es: 
In der Uni hatten sich bald Grüppchen gebildet, deren Haupterkennungsmerkmale – trotz einer zu leben versuchten, hauptsächlich von Butler und Bourdieu geprägten Gesellschaftskritik – meistens Geschlecht, sexuelle Orientierung und Herkunft waren, auch wenn diese Merkmale als ästhetische Vorlieben verklausuliert wurden. Es entstanden drei Lager. Die, die fest davon überzeugt waren, dass es die Aufgabe der Literatur sei, der Welt durch ihre realistische Darstellung die Wirklichkeit vor Augen zu halten; die, die davon überzeugt waren, dass die Welt per se unrealistisch und es deshalb Aufgabe der Literatur sei, die Wirklichkeit qua Sprache in Welt umzuwandeln; und zuletzt jene, die daran verzweifelten, diesen Konflikt auch nur im Ansatz zu verstehen.

## Absolventen und Studenten
- Shida Bazyar, *1988, Autorin bei Kiepenheuer & Witsch
- John Birke, *1981, deutsch-kanadischer Theater-Autor des Rowohlt-Verlags
- Yevgeniy Breyger, *1989, Autor des Kookbooks-Verlags
- Paul Brodowsky, *1980, Suhrkamp-Autor und Mitbegründer der Literaturzeitschrift Bella triste
- Artur Dziuk, *1983, Autor beim Dtv Verlag
- Karl Wolfgang Flender, *1986, Autor beim DuMont-Buchverlag
- Jan Fischer, *1983, deutsch-französischer Autor und Performance-Künstler
- Agnes Gerstenberg, *1985, deutsche Autorin, Dramaturgin und Lektorin
- Carola Gruber, *1983, Autorin des poetenladen-Verlags
- Juan S. Guse, *1989, Autor beim S. Fischer Verlag
- Anne-Kathrin Heier, *1989, Autorin, Journalistin und Lektorin
- Alina Herbing, *1984, Autorin des Arche Verlags
- Fabian Hischmann, *1983, Autor des Berlin Verlags
- Marius Hulpe, *1982, Autor des Ammann Verlags
- Sabrina Janesch, *1985, Autorin des Aufbau Verlags
- Vea Kaiser, *1988, Autorin bei Kiepenheuer & Witsch
- Maren Kames, *1984, deutsche Autorin
- Matthias Karow, *1978, Autor der Frankfurter Verlagsanstalt
- Florian Kessler, *1981, Lektor des Hanser Verlags
- Thomas Klupp, *1977, Autor beim Berlin Verlag und Mitbegründer der Literaturzeitschrift Bella triste
- Anne Köhler, *1978, Autorin beim DuMont-Buchverlag
- Kevin Kuhn, *1981, Autor des Berlin Verlags
- Lisa Krusche, Autorin
- Mariana Leky, *1973, Autorin bei Kiepenheuer & Witsch und DuMont
- Marcel Maas, *1987, Autor der Frankfurter Verlagsanstalt
- Inga Machel, *1986, deutsche Autorin
- Azar Mortazavi, *1984, deutsche Dramatikerin
- Alexandra Müller, *1983, Performance-Künstlerin und Autorin
- Sebastian Polmans, *1982, Suhrkamp-Autor
- Hanno Raichle, *1978, deutscher Drehbuchautor und Autor
- Josefine Rieks, *1988, deutsche Autorin
- Mareike Schneider, deutsche Rowohlt-Autorin
- Katharina Schultens, *1980, deutsche Autorin
- Lara De Simone, *1993, deutsche Autorin
- Martin Spieß, *1981, Autor und Musiker
- Kai Splittgerber, *1981, Autor und Verleger
- Tilman Strasser, *1984, Autor und Literaturvermittler
- Stefan Stuckmann, *1982, u. a. Comedy-Autor
- Leif Randt, *1983, Autor bei Berlin Verlag und Kiepenheuer & Witsch
- Ronja von Rönne, *1992, Autorin beim Aufbau-Verlag und Journalistin
- Lisa-Maria Seydlitz, *1985, Autorin beim DuMont-Buchverlag
- Robin Thiesmeyer, *1979, deutscher Cartoonist und Autor
- Nora Wagener, *1989, luxemburgische Schriftstellerin
- Philipp Winkler, *1986, deutscher Autor beim Aufbau-Verlag.
- Lino Wirag, *1983, deutscher Autor, u. a. beim Riva Verlag

## Projekte des Studiengangs
Ausgehend vom Kerngedanken der Interdisziplinarität zwischen den in Hildesheim unterrichteten kulturwissenschaftlichen Bereichen Literaturwissenschaften, Kulturjournalismus, Theaterwissenschaften, Medienwissenschaften, Cultural Studies, Bildende Kunst und Musikwissenschaft setzt der Studiengang auf einen hohen Praxisbezug und viele, teils universitäre, teils aus dem studentischen Umfeld entstandene Projekte. Dazu gehören:
- Bella triste, eine Zeitschrift für junge deutschsprachige Gegenwartsliteratur (seit 2001)
- Das Literaturfestival Prosanova (2005, 2008, 2011, 2014)
- Landpartie, eine jährlich erscheinende Anthologie (seit 2005)

## Publikationen des Studiengangs (Auswahl)

### Literarische Anthologien
- Landpartie 05. ISBN 3-938404-01-9. Hrsg. von Ariane Arndt, Florian Kessler, Thomas Klupp, Anne Köhler, Stefan Mesch, Hanno Raichle, Kai Splittgerber, Stefan Stuckmann, Katrin Zimmermann.
- Landpartie 06. ISBN 3-938404-09-4. Hrsg. von Martin Bruch, Martin Kordić, Lin Franke, Stefan Mesch, Sina Ness, Julia Therre, Nora Wicke. Mit einem Vorwort von Hanns-Josef Ortheil. Ausgezeichnet mit dem Nachwuchspreis der Stiftung Buchkunst 2006.
- Landpartie 07. ISBN 978-3-938404-13-3. Hrsg. von Lutz Woellert,  Lisa-Maria Seydlitz, Lena Toepler, Lino Wirag. Mit einem Vorwort von Paul Brodowsky. Ausgezeichnet mit der Prämierung der Stiftung Buchkunst 2007.
- Landpartie 08. ISBN 978-3-938404-16-4. Hrsg. von Kathie Flau, Marius Hulpe. Mit einem Vorwort von Stephan Porombka.
- Landpartie 09. ISBN 978-3-941392-04-5. Hrsg. von Clara Ehrenwerth, Phillip Hartwig. Mit einem Vorwort von Thomas Klupp.
- Landpartie ZwanzigZehn. ISBN 978-3-941392-13-7. Hrsg. von Artur Dziuk, Nikolas Hoppe, Mischa Mangel und Lara Sielmann. Mit einem Vorwort von Georg M. Oswald.
- Landpartie 2011. ISBN 978-3-941392-18-2. Hrsg. von Viktor Gallandi, Alina Herbing, Tabea Hertzog, Stefan Vidović. Mit einem Vorwort von Leif Randt.
- Landpartie 2012. ISBN 978-3-941392-27-4. Hrsg. von Anna Fastabend, J.S. Guse, Franziska Schurr, Lew Weisz.
- Landpartie 2013. ISBN 978-3-941392-33-5. Hrsg. von Johanna Kliem, Andreas Thamm, Felix Tota, Julia Zucker.
- Landpartie 2014. ISBN 978-3-941392-27-4. Hrsg. von Patricia Hempel, Anna Riedel, Josefine Rieks, David Schön. Mit einem Vorwort von Clemens J. Setz.
- Landpartie 2015. ISBN 978-3-86674-507-0. Hrsg. von Helene Bukowski, Leander Fischer, Fiona Sironic, Florian Stern. Mit einem Vorwort von Jo Lendle.
- Landpartie 2016. ISBN 978-3-86674-530-8. Hrsg. von Ellinor Brandi, Achim Jäger, Judith Martin, Lisa Paetow. Mit einem Vorwort von Maxim Biller.
- Landpartie 2017. ISBN 978-3-9818670-0-8. Hrsg. von Hannah del Mestre, Louisa Chandra Esser, Moritz Heuwinkel, Anna Katrien Liedmeier, Alexander Rudolfi.

### Kulturwissenschaftliche Fachliteratur
- Stephan Porombka, Kai Splittgerber: Über Theater schreiben. Werkstattgespräche mit Theaterkritikern. 2005, ISBN 3-938404-06-X.
- Martin Bruch, Johannes Schneider (Hrsg.): In der Werkstatt der Lektoren. 10 Gespräche. 2007, ISBN 978-3-934105-15-7.